# 玛乔丽·拉茹瓦
玛乔丽·拉茹瓦（Marjorie Lajoie，2000年11月6日—），加拿大花样滑冰运动员，2016年冬青奥会团体铜牌得主、2019年世界青年锦标赛冰舞金牌得主、2023年四大洲锦标赛冰舞铜牌得主。